# Bambutodityrann
Bambutodityrann (Hemitriccus flammulatus) är en fågel i familjen tyranner inom ordningen tättingar.

## Utseende och läte
Bambutodityrannen är en liten och oansenlig tyrann. Fjäderdräkten är övervägande smutsigt olivgrön ovan och svagt streckat brunaktig under. De flesta andra arter i dess utbredningsområde är antingen gulare eller gråare, ej brunaktiga. Lätet består av en serie med ihåliga "pip".

## Utbredning och systematik
Bambutodityrann delas in i två underarter:
- Hemitriccus flammulatus flammulatus – förekommer i tropiska östra Peru, intill sydvästra Brasilien och Yungas i norra Bolivia
- Hemitriccus flammulatus olivascens – förekommer i tropiska norra Bolivia (söder till norra Santa Cruz)

### Familjetillhörighet
Arten placeras traditionellt i familjen tyranner. DNA-studier visar dock att Tyrannidae består av fem klader som skildes åt redan under oligocen, pekar på att de skildes åt redan under oligocen, varför vissa auktoriteter behandlar dem som egna familjer. Bambutodityrann med släktingar placeras då i Pipromorphidae.

## Levnadssätt
Bambutodityrann hittas vanligen i stora bambusnår. Den kan också påträffas i annan snårig växtlighet i gläntor eller skogsbryn.

## Status och hot
Arten har ett stort utbredningsområde, men tros minska i antal, dock inte tillräckligt kraftigt för att den ska betraktas som hotad. Internationella naturvårdsunionen IUCN listar arten som livskraftig (LC).